# Helena Dollimore
Helena Dollimore est une personnalité politique britannique.

## Biographie
Helena Dollimore fréquente le Heathfield Community College dans le Sussex de l'Est et, à l'âge de 17 ans, prononce un discours lors de la conférence du Parti travailliste en 2011.
En 2024, elle est élue députée.